# Alexandros (Grecia)
Alexandros   este un oraș în Grecia în prefectura Lefkada.